# Hostouň (district de Kladno)
Pour les articles homonymes, voir Hostouň.
Hostouň (en allemand : Hostaun) est une commune du district de Kladno, dans la région de Bohême-Centrale, en Tchéquie. Sa population s'élevait à 1 359 habitants en 2020.

## Géographie
Hostouň se trouve à 8 km à l'est-sud-est de Kladno et à 18 km à l'ouest-nord-ouest de Prague.
La commune est limitée par Lidice et Běloky au nord, par Dobrovíz à l'est et au sud-est, par Jeneč et Červený Újezd au sud, et par Pavlov et Dolany à l'ouest.

## Histoire
La première mention écrite de la localité date de 1294.